# Зейферт, Карл Фридрих (гравёр)
Карл Фридрих Зейферт (нем. Karl Friedrich Seifert; 1838, Нойштадт, Саксония — 1920) — немецкий гравёр.
Учился живописи в Дрезденской академии художеств, где его главным наставником был Юлиус Хюбнер, а потом осваивал искусство гравирования под руководством Йозефа фон Келлера в Дюссельдорфской академии. Отправившись в 1865 году в Рим, провёл там много лет и стал известен тремя эстампами с произведений Рафаэля: «Месса в Больсене», «Правосудие» и «Побиение камнями святого Стефана» (в 38-листовом издании «Ватиканские фрески Рафаэля»), получившими высокую оценку современников. В 1874—1908 гг. преподавал в Лейпцигской академии.